# 康氏宗祠 (海濱村)
深澳康氏宗祠，位于中国广东省汕头市南澳县深澳镇海滨村，现为广东省文物保护单位，类型为古建筑，公布时间为2015年12月。
康氏宗祠的历史年代为清代。